# ناسازگاری
ناسازگاری، در زیست‌شناسی یک صفت (ژنتیک) است که بیشتر مضر است (یا تبدیل شده‌است) تا مفید، در مقابل سازگاری (زیست‌شناسی) که بیشتر مفید است تا مضر. همه موجودات، از باکتری تا انسان، ویژگی‌های ناسازگار و سازگار را نشان می‌دهند. در جانوران (از جمله انسان)، رفتارهای سازگارانه با رفتارهای ناسازگار در تضاد است. مانند سازگاری، ناسازگاری ممکن است در طول زمان زمین‌شناسی یا در طول عمر یک فرد یا یک گروه رخ دهد. همچنین می‌تواند نشان‌دهنده انطباق باشد که اگرچه در آن زمان معقول بود، اما با گذشت زمان کمتر و کمتر مناسب شده و به خودی خود یک مشکل یا مانع می‌شود. این به این دلیل است که ممکن است یک اقتباس به مرور زمان بد انتخاب شود یا بیشتر به یک ناکارآمدی تبدیل شود تا انطباق مثبت.
ناسازگاری در روان‌شناسی، رفتار، اندیشه یا احساسی است که در شخص یا جامعه تأثیر منفی بر جای می‌گذارد. برخی از انواع رفتارها به سلامت یا سعادت شخص آسیب می‌رساند و برخی دیگر بر جامعه تأثیر منفی می‌گذارد.